# Balacra conradti
Balacra conradti là một loài bướm đêm thuộc phân họ Arctiinae, họ Erebidae.